# Deborah Ann Woll
Deborah Ann Woll   (Brooklyn, 7 de febrer de 1985) és una actriu estatunidenca. Va interpretar a Jessica Hamby a la sèrie dramàtica d'HBO True Blood (2008–2014), que li va valer una nominació al Premi del Sindicat d'Actors de Cinema. Posteriorment, va interpretar a Karen Page a les sèries de Marvel Daredevil (2015-2018), The Defenders (2017) i The Punisher (2017-2019). Els seus papers cinematogràfics inclouen Mother's Day (2010), Seven Days in Utopia (2011), Someday This Pain Will Be Useful to You (2011), Catch .44 (2011), Ruby Sparks (2012), Meet Me in Montenegro (2014), The Automatic Hate (2015) i l'èxit comercial Escape Room (2019) i la seva seqüela de 2021. El 2022, va proporcionar la veu i la captura de moviments de Faye al videojoc God of War: Ragnarok.

## Primers anys de vida
Deborah Ann Woll va néixer a la ciutat de Nova York el 7 de febrer de 1985. El seu pare és arquitecte i la seva mare, Cathy Woll, és professora a la Berkeley Carroll School. És d'origen irlandès i alemany. Va assistir al Packer Collegiate Institute, i va rebre un BFA de la USC School of Dramatic Arts a la Universitat del Sud de Califòrnia. També es va formar a la Royal Academy of Dramatic Arts (RADA) de Londres.

## Carrera
Woll va començar la seva carrera amb petits papers en diverses sèries de televisió, com Life (2007), ER (2008), CSI: Crime Scene Investigation (2008), My Name Is Earl (2008) i The Mentalist (2008), i va tenir un paper secundari a la pel·lícula de televisió d'acció i aventures Aces 'N' Eights (2008).

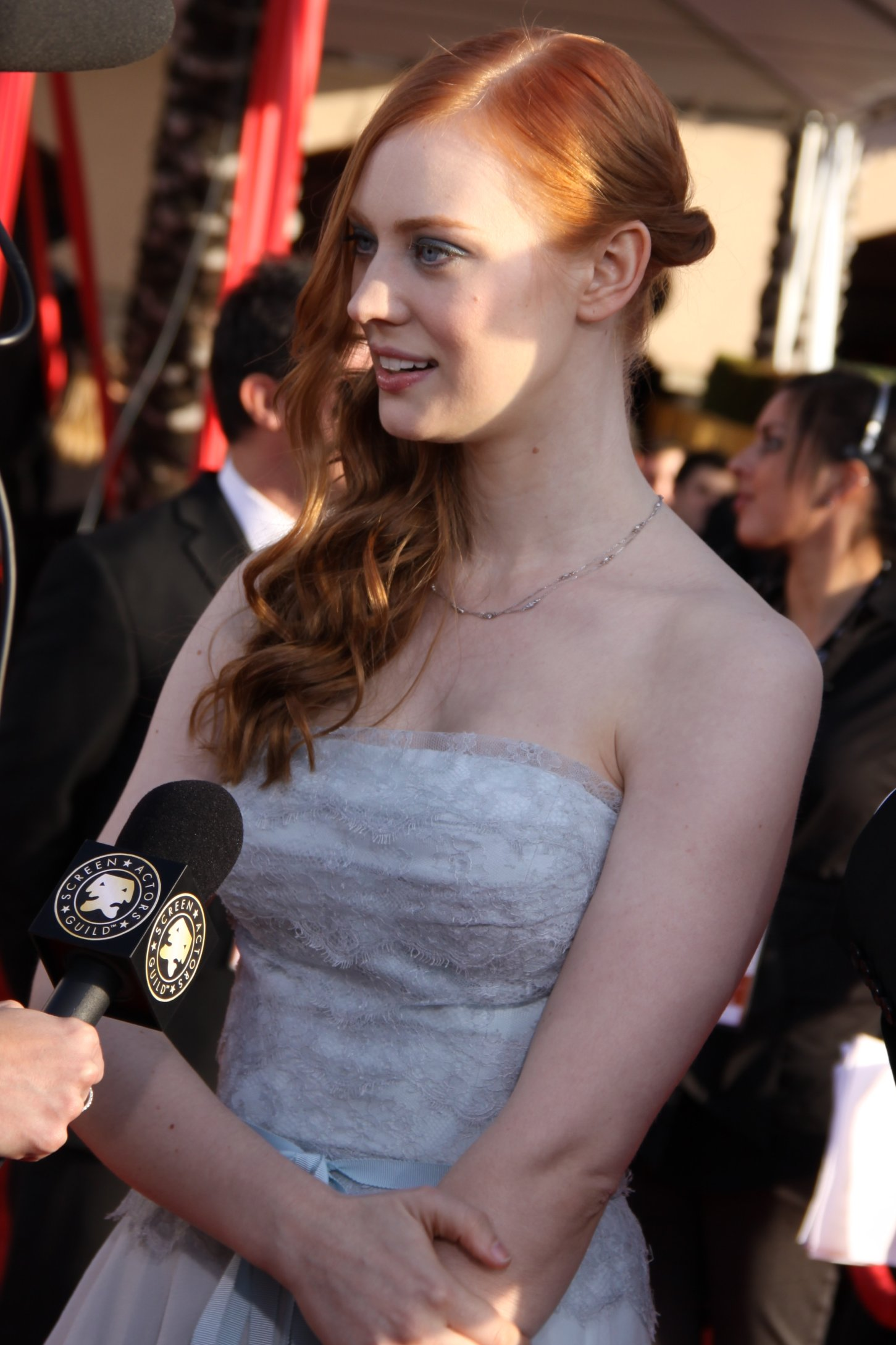
Woll al Premi del Sindicat d'Actors de Cinema l'any 2010, on ella i els seus companys de True Blood van ser nominades a la millor interpretació coral en una sèrie dramàtica.

El 2008, Woll va aconseguir el seu paper destacat com a la descendència de vampirs de Bill Compton, Jessica Hamby, a la sèrie de drama fantàstic d'HBO True Blood. Originalment es va incorporar com a personatge recurrent a la primera temporada, però va ser ascendida a membre habitual del repartiment per a la segona temporada en endavant. El 2009, ella i les seves companyes de sèrie de True Blood van guanyar el premi Satellite al millor repartiment - sèrie de televisió a la 14a cerimònia anual. A la 16a edició dels Screen Actors Guild Awards que va tenir lloc l'any següent, ella i els seus companys van ser nominades a la millor interpretació coral en una sèrie dramàtica. Woll va mantenir el paper de Jessica fins al final de la sèrie el 2014.
L'any 2009, va fer una aparició com a convidada en un episodi de Law & Order: Special Victims Unit, on va representar una dona jove que es troba viva després de ser denunciada com a desapareguda pel seu xicot. El 2010, Woll va fer el seu debut al llargmetratge Mother's Day de terror psicològic. El 2011, va protagonitzar el thriller sobrenatural Little Murder, el drama esportiu Seven Days in Utopia, la pel·lícula d'acció Catch .44, i la comèdia dramàtica Someday This Pain Will Be Useful to You.
El 2012, Woll va fer una breu aparició a la pel·lícula de comèdia romàntica i dramàtica Ruby Sparks. L'any següent, va actuar al Wallis Annenberg Center for the Performing Arts a l'obra Parfumerie. Aquell mateix any, es va unir al repartiment de la pel·lícula dramàtica The Automatic Hate. El 2015, va protagonitzar la pel·lícula de drama romàntic independent Forever. Ha interpretat a Karen Page a les sèries Marvel per a Netflix, específicament com a protagonista femenina a Daredevil, i com a recurrent a The Punisher i The Defenders. Daredevil li va valer una nominació al Premi Saturn. El 2018, Woll va protagonitzar la pel·lícula de comèdia Silver Lake. També va aparèixer a la pel·lícula de thriller d'acció Escape Room el 2019, un paper que va repetir a la seva seqüela Escape Room: Tournament of Champions (2021). El primer va ser un gran èxit comercial superant les expectatives inicials, va estrenar-se amb 18,2 milions de dòlars, i va acabar amb 155,7 milions de dòlars.
Woll va protagonitzar la segona temporada de Force Grey: Lost City of Omu (2017), una sèrie web de Dungeons & Dragons que es va centrar en la història Tomb of Annihilation, i va aparèixer com a convidada a la 45è episodi de la segona campanya Critical Role. El 2019, va ser la Dungeon Master de l'espectacle Geek &amp; Sundry Relics and Rarities, que utilitzava una versió modificada de Dungeons & Dragons.
Des de 2019, ha estat convidada habitual de les temporades 7 a 10 del programa web GameNight! per BoardGameGeek. El 2022, es va anunciar que Woll seria el Dungeon Master del programa de joc real de D&D en curs Children of Éarte. Es va estrenar el març de 2022 al canal Demiplane Twitch.

## Vida personal
Woll va començar a sortir amb EJ Scott el desembre de 2007. Es van casar el desembre de 2018. Scott té coroidèmia, una afecció que finalment provoca ceguesa, i Woll utilitza la seva plataforma per ajudar a conscienciar sobre la malaltia. Ella ha dit que l'actitud de Scott cap a la seva discapacitat li ha inspirat coratge en la seva pròpia batalla contra la celiaquia, admeten que canvia menys la vida.
És una jugadora entusiasta de Dungeons & Dragons i ha estat entrevistada per D&amp;D Beyond i Dragon Talk. Ha aparegut en diversos especials benèfics de Dungeons & Dragons, tant com a jugadora com a Dungeon Master, produïts per Lost Odyssey Events.

## Filmografia

### Pel·lícules
| Any  | Títol                                   | Paper         | Notes                        | Ref.          |
| ---- | --------------------------------------- | ------------- | ---------------------------- | ------------- |
| 2008 | La Cachette                             | Sarah         | Curtmetratge                 |               |
| 2010 | Mother's Day                            | Lydia Koffin  |                              | [ 10 ]        |
| 2011 | Little Murder                           | Molly         |                              | [ 11 ]        |
| 2011 | Seven Days in Utopia                    | Sarah         |                              | [ 13 ]        |
| 2011 | Someday This Pain Will Be Useful to You | Gillian Sveck |                              | [ 15 ] [ 50 ] |
| 2011 | Catch .44                               | Dawn          |                              | [ 14 ]        |
| 2012 | Ruby Sparks                             | Lila          |                              | [ 50 ]        |
| 2013 | Highland Park                           | Lilly         |                              | [ 51 ]        |
| 2014 | Meet Me in Montenegro                   | Wendy         |                              | [ 51 ]        |
| 2015 | The Automatic Hate                      | Cassie        |                              | [ 18 ]        |
| 2015 | Forever                                 | Alice         |                              | [ 52 ]        |
| 2018 | Silver Lake                             | Mary          |                              | [ 24 ]        |
| 2019 | Stucco                                  | Deliverer     | Curtmetratge                 | [ 53 ]        |
| 2019 | Escape Room                             | Amanda Harper |                              | [ 50 ]        |
| 2021 | Escape Room: Tournament of Champions    | Amanda Harper | Només versió cinematogràfica | [ 54 ] [ 55 ] |
| 2021 | Ida Red                                 | Jeanie Walker |                              | [ 56 ]        |
| 2022 | Willing to Go There                     | Margaret      | Curtmetratge                 | [ 57 ]        |
| 2023 | Adventure Never Ends: A Tabletop Saga   | Ella mateixa  | Documental                   | [ 58 ]        |

### Televisió
| Any       | Títol                             | Paper                 | Notes                                  | Ref.            |
| --------- | --------------------------------- | --------------------- | -------------------------------------- | --------------- |
| 2007      | Life                              | Nancy Wiscinski       | Episodi: "Powerless"                   |                 |
| 2008      | Aces 'N' Eights                   | Terrified Woman       | Telefilm                               |                 |
| 2008      | ER                                | Aurora Quill          | Episodi: "Owner of a Broken Heart"     | [ cal citació ] |
| 2008      | CSI: Crime Scene Investigation    | Waitress Stephane     | Episodi: "For Gedda"                   | [ 59 ]          |
| 2008      | My Name Is Earl                   | Greta                 | 2 episodis                             | [ 59 ]          |
| 2008      | The Mentalist                     | Kerry Sheehan         | Episodi: "Red Brick and Ivy"           | [ 59 ]          |
| 2008–2014 | True Blood                        | Jessica Hamby         | Paper recurrent/ habitual; 70 episodes | [ 7 ] [ 8 ]     |
| 2009      | Law & Order: Special Victims Unit | Lily Milton           | Episodi: "Solitary"                    | [ 9 ]           |
| 2013      | Hell's Kitchen                    | Ella mateixa          | Episodi: "Twenty Chefs Compete"        |                 |
| 2013      | Axe Cop                           | Best Fairy Ever (veu) | Episodi: "The Dumb List"               | [ 60 ]          |
| 2015–2018 | Daredevil                         | Karen Page            | Paper principal; 39 episodis           | [ 20 ]          |
| 2017      | The Defenders                     | Karen Page            | 4 episodis                             | [ 23 ] [ 61 ]   |
| 2017–2019 | The Punisher                      | Karen Page            | 5 episodis                             | [ 61 ]          |
| 2023      | Quantum Leap                      | Carly Farmer          | Episodi: "Fellow Travelers"            |                 |

### Sèries web
| Any       | Títol                               | Paper                                  | Notes | Ref.                 |
| --------- | ----------------------------------- | -------------------------------------- | --- | -------------------- |
| 2017      | Force Grey: Lost City of Omu        | Jamilah, bàrbara humana                | Paper principal; 17 episodis. Dungeons & Dragons show presentat per Geek &amp; Sundry, Nerdist i Wizards of the Coast.                             | [ 29 ] [ 30 ] [ 31 ] |
| 2018      | The Witch of Briarcleft             | Dungeon Master                         | Paper principal; 1 episodi. Presentat per Wizards of the Coast a l'esdeveniment Stream of Many Eyes.                                               | [ 62 ] [ 63 ]        |
| 2018      | Critical Role                       | Twiggy, lladre gnom (Arcane Trickster) | Campaign two, episodi: "The Stowaway" | [ 32 ] [ 33 ]        |
| 2019      | Relics and Rarities                 | Dungeon Master                         | Creador i paper principal; 6 episodis i 1 especial (D&D Live 2019: The Descent). Presentat per Geek & Sundry.                                      | [ 64 ] [ 65 ] [ 66 ] |
| 2019      | Lost Odyssey: The Book of Knowledge | Dungeon Master                         | Paper principal; 1 episodi. Presentat per Geek & Sundry, Roll20, i Lost Odyssey Events; especial benèfic en suport de l'Autism Society of America. | [ 46 ] [ 47 ] [ 67 ] |
| 2019–2022 | GameNight!                          | Ella mateixa                           | Paper principal; 38 episodis. Presentat per BoardGameGeek.                                                                                         | [ 38 ]               |
| 2020      | Celebrity RPG: Wasteland 3 Edition  | Mickey                                 | Paper principal; 1 episodi. Presentat per Geek & Sundry i Nerdist; patrocinat per Xbox Game Pass.                                                  | [ 68 ]               |
| 2020      | Lost Odyssey: Champions             | Herself                                | Paper principal; 1 episodi. Presentat per GameStop i Lost Odyssey Events; especial benèfic en suport de Treehouse.                                 | [ 69 ] [ 70 ] [ 71 ] |
| 2020      | Deborah’s Game                      | Dungeon Master                         | Paper principal; 1 episodi. Presentat per Wizards of the Coast a l'esdeveniment D&D Live 2020: Roll w/ Advantage.                                  | [ 72 ] [ 73 ]        |
| 2020      | Lost Odyssey: Night of Dread        | Herself                                | Paper principal; 1 episodi. Presentat per Dungeons & Dragons i Lost Odyssey Events; especial benèfic en suport d'Extra Life.                       | [ 48 ] [ 74 ]        |
| 2021      | SURVIVORS: Custom RPG One-shot      | Dungeon Master                         | Paper principal; 1 episodi. Presentat per Skybound Entertainment; establert a l'univers de The Walking Dead: Survivors.                            |                      |
| 2021      | Faster, Purple Worm! Kill! Kill!    | Herself                                | Paper princapal; 1 episodi. Presentat per Wizards of the Coast i G4 a l'esdeveniment D&D Live 2021.                                                | [ 75 ] [ 76 ]        |
| 2021      | The Dungeon & The Dragon            | Mechabus                               | Paper principal; 1 episodi. Presentat per Wizards of the Coast a l'esdeveniment D&D Celebration 2021.                                              | [ 77 ] [ 78 ]        |
| 2021      | Lost Odyssey: Promised Gold         | Dungeon Master                         | Paper principal; 1 episodi. Presentat per Dungeons & Dragons, IGN, i Lost Odyssey Events; especial benèfic en suport d'Extra Life.                 | [ 49 ] [ 79 ]        |
| 2022      | Champions Of The Realm              | Jamilah                                | Paper principal; 1 episodi. Sèrie limitada presentada per Dungeons & Dragons, RealmSmith i Lost Odyssey Events.                                    | [ 80 ] [ 81 ]        |
| 2022      | Children of Éarte                   | Dungeon Master                         | Paper principal. Sèrie presentada per Demiplane.                                                                                                   | [ 39 ] [ 40 ]        |
| 2022      | Legends of the Multiverse           | Sunny                                  | Paper principal. Sèries presentada per Dungeons & Dragons.                                                                                         | [ 82 ]               |
| 2023      | Lost Odyssey: The Red Scribe        | A anunciar                             | Paper principal; 1 episodi. Presentat per The Lord of the Rings: Rise to War i Lost Odyssey Events; especial benèfic en suport d'Extra Life.       | [ 83 ] [ 84 ]        |

### Videojocs
| Any  | Títol               | Paper | Ref.   |
| ---- | ------------------- | ----- | ------ |
| 2022 | God of War Ragnarök | Faye  | [ 85 ] |

### Teatre
| Any  | Títol                                             | Paper         | Teatre                                          | Ref.   |
| ---- | ------------------------------------------------- | ------------- | ----------------------------------------------- | ------ |
| 2013 | Parfumerie                                        | Amalia Balash | Wallis Annenberg Center for the Performing Arts | [ 16 ] |
| 2022 | The Taming of the Shrew                           | Katherine     | Old Globe (San Diego)                           | [ 86 ] |
| 2023 | Angels in America Part One: Millennium Approaches | Harper        | Arena Stage                                     | [ 87 ] |

## Premis i nominacions
| Any  | Premi                               | Categoria                                              | Treball    | Resultat  |
| ---- | ----------------------------------- | ------------------------------------------------------ | ---------- | --------- |
| 2009 | Premis Satèl·lit                    | Millor repartiment en una sèrie de televisió           | True Blood | Guanyador |
| 2010 | Premis del Gremi d'Actors de Cinema | Actuació destacada d'un conjunt en una sèrie dramàtica | True Blood | Nominat   |
| 2010 | Premis Scream                       | Breakout Performance - Femení                          | True Blood | Nominat   |
| 2015 | Premis Fangoria Chainsaw            | Millor actriu secundària a la televisió                | True Blood | Nominat   |
| 2019 | Premis Saturn                       | Millor actriu en presentació en streaming              | Daredevil  | Nominat   |